# Dinoplax fossus
Dinoplax fossus is een keverslakkensoort uit de familie van de Chaetopleuridae. De wetenschappelijke naam van de soort is voor het eerst geldig gepubliceerd in 1899 door Sykes.